# 김홍수 게이트
김홍수 게이트는 90년대 초 초등학교 동창인 법조인 친구를 통해 서울지방법원에서 근무하던 A모 판사를 소개받아 법조인과 경찰들과 친분을 쌓아가며 인맥을 넓혀 판사와 검사들의 술자리에 나가 술값을 대신 계산하거나 인사때는 최고 300만원의 전별금을 주고 휴가비를 챙겨주었던 이란산 카펫수입 업자인 법조 브로커 김홍수(58)씨가 2006년에 폭로하여 유발된 사건이다. 조관행 당시 서울고법 부장판사와 김영광 검사, 현직 경찰서장인 민오기 총경 등이 김홍수로부터 돈을 받고 재판이나 사건 처리과정에 도움을 준 혐의로 구속돼 실형 또는 집행유예를 선고받았다.

## 사건
2006년 7월 13일 서울중앙지검 특수1부 김현웅 검사는 2005년 7월 변호사법 위반 혐의로 기소돼 같은해 12월 서울중앙지법에서 징역 1년6월을 선고받고 복역 중인 법조 브로커 김홍수가 2002년 ∼ 2005년 사이에 서울고등법원 부장판사 조관행과 전직 검사 김영광, 현직 경찰서장 민오기 총경 등 10여명에게 사건청탁과 관련해 수백만∼수천만원씩의 금품과 고급 카펫 등을 전별금 명목으로 제공했다는 진술을 확보했다. 앞서 김홍수가 구속되기 전에 서울중앙지검 7급 직원 차모씨와 서울 노량진경찰서 경사 김모씨 등을 적발, 구속기소한 바 있다.

## 같이 보기
- 전관예우